# Maria Kuhnert-Brandstätter
Maria Kuhnert-Brandstätter (* 23. Dezember 1919 in Salzburg; † 20. April 2011 in Innsbruck) war eine österreichische Pharmakologin.

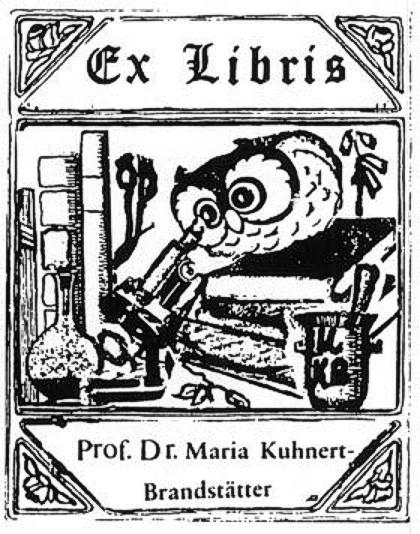
Exlibris von Maria Kuhnert-Brandstätter

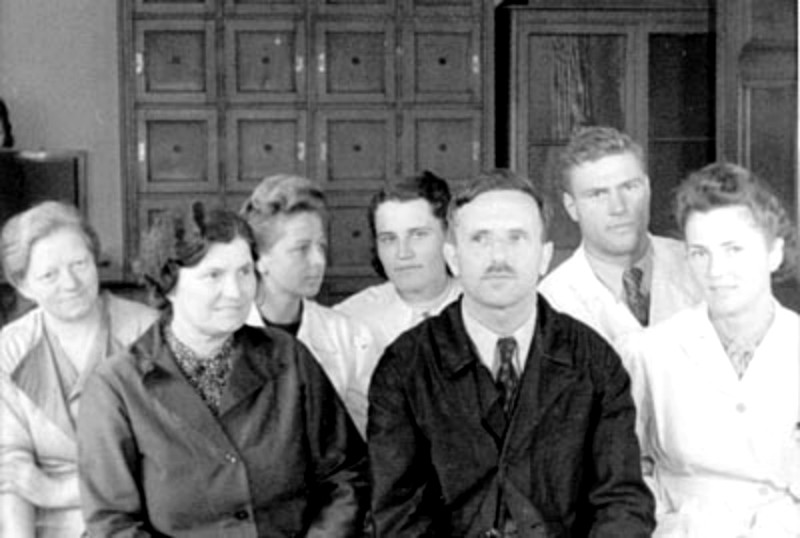
Maria Kuhnert-Brandstätter (2.v.l.) sitzend hinter Ludwig und Adelheid Kofler

## Leben
Kuhnert-Brandstätter wurde in Lamprechtshausen, nördlich von Salzburg geboren. Sie studierte in München, Wien und Innsbruck Pharmazie und Pharmakognosie und promovierte 1942 mit der Dissertation Mikroskopische Untersuchungen an organischen Substanzen und Substanzgemischen an der Universität Innsbruck. Hier wurde sie Assistentin beim Pharmakologen Ludwig Kofler und habilitierte sich 1945 für Pharmakognosie. Nach dem Ausschluss Koflers wegen nationalsozialistischer Betätigung übernahm sie 1945 kurzzeitig bis 1947 die Leitung des Instituts für Pharmakognosie. Hier war sie schließlich auch über ein halbes Jahrhundert lang tätig und arbeitete mit Kofler sowie dessen Frau, der Mineralogin Adelheid Kofler, weiter zusammen.
1952 wurde sie zur außerordentlichen Professorin ernannt, 1966 erfolgte die Berufung zur ordentlichen Professorin an der Fakultät für Pharmazie. Von 1963 bis 1989 leitete sie wieder das Institut für Pharmakognosie und von 1985 bis 1987 war sie Dekanin der Naturwissenschaftlichen Fakultät. Nach der Emeritierung von Erika Cremer war Maria Kuhnert-Brandstätter ab 1970 die einzige Professorin unter den über 50 Kollegen an der Naturwissenschaftlichen Fakultät der Universität Innsbruck.
Von 1975 bis 1981 war sie Präsidentin der Österreichischen Gesellschaft für Mikrochemie und Analytische Chemie und von 1979 bis 1983 Präsidentin der neugegründeten Österreichischen Pharmazeutischen Gesellschaft. 1989 wurde sie emeritiert, blieb aber noch mehr als ein Jahrzehnt wissenschaftlich aktiv. Nach dem Tod ihres Mannes, dem Apotheker Gerhard Kuhnert, im Mai 2010 verstarb auch sie im April des folgenden Jahres im Alter von 91 Jahren in Innsbruck.
Sie hatte einen Sohn, der als Mathematiker an der Universität Innsbruck tätig war.

## Werk/Wirken
Als Schülerin Ludwig Koflers, dem Erfinder der Thermomikromethoden, blieb sie dem Gebiet der Thermoanalyse ein Leben lang treu. Sie verbesserte zwei von Kofler erfundene Geräte zur Analyse mikroskopischer Mengen von Arzneimitteln: das Koflersche Thermomikroskop und die Koflersche Heizbank. Zunächst widmete sie sich vor allem den Identifizierungsmethoden von Arzneistoffen mit dem Koflerschen Heizmikroskop, erweiterte dessen Anwendungsbereich später auf komplexere Fragestellungen wie der Analyse von Substanzgemischen und der Polymorphie-Forschung. Letztere ist heute insbesondere in der Arzneimittelentwicklung ein integraler Bestandteil, um die Qualität der Darreichungsform von Wirkstoffen zu garantieren.
Mit ihrer Arbeit zur Mikrothermoanalyse und mikrochemischen Untersuchungen von natürlichen und synthetischen Arzneistoffen erlangte sie einen internationalen Ruf. Ihr Werk umfasst mehr als 200 Fachpublikationen sowie mehrere Bücher und wissenschaftliche Filme.

## Auszeichnungen
- Ehrenmitglied der American Microchemlcal Society (1970)
- Fritz-Pregl-Preis (1972)
- Ehrenmitglied der Ungarischen Pharmazeutischen Gesellschaft (1984)
- Carl-Mannich-Medaille der Deutschen Pharmazeutischen Gesellschaft (1986)[4]
- Österreichisches Ehrenkreuz für Wissenschaft und Kunst 1. Klasse (1987)
- Ehrenmitglied der Österreichischen Pharmazeutischen Gesellschaft (1989)
- Ehrenpräsidentin der Österreichischen Pharmazeutischen Gesellschaft (1999)
- Ernst-Abbe-Preis der New-York Microscopical Society (2000)

Die Österreichische Pharmazeutische Gesellschaft hat einen Nachwuchspreis nach ihr benannt.

## Werke/Schriften
- Ludwig Kofler, Adelheid Kofler, Maria Kuhnert-Brandstätter: Thermo-Mikro-Methoden zur Kennzeichnung organischer Stoffe und Stoffgemische. Wagner, Innsbruck 1954. DNB 574397604
- Maria Kuhnert-Brandstätter: Identifizierung organischer Substanzen nach L. Kofler. In: Paul Heinz List, Ludwig Hörhammer (Hrsg.): Hagers Handbuch der Pharmazeutischen Praxis. Band 1, Springer, Berlin 1969, S. 66–77.
- Maria Kuhnert-Brandstätter: Micro-Melting-Point Determination. In: Peter Gray (Hrsg.): The Encyclopedia of Microscopy and Microtechnique. Van Nostrand, New York 1973, S. 318–320.
- Maria Kuhnert-Brandstätter: Thermomicroscopy in the Analysis of Pharmaceuticals. Pergamon-Press, Oxford 1971.
- Maria Kuhnert-Brandstätter: Thermomicroscopy of Organic Compounds. In: Comprehensive Analytical Chemistry, Band 16, Elsevier, Amsterdam 1982.